# Destroy Rebuild Until God Shows
Destroy Rebuild Until God Shows（通常縮寫成D.R.U.G.S.），是一個後硬核搖滾樂團，成立於2010年。同年二月，他們發表了首張同名作品

## 樂團歷史

### 成軍 (2009–2010)
D.R.U.G.S.約在2009年末至2010年初成立，在主唱Craig Owens離開樂團Chiodos後，新組成的樂團成員陸續在他的Youtube頁面上發布。樂團成員有主唱Craig Owens來自Chiodos、鼓手Aaron Stern來自Matchbook Romance、吉他手兼歌手的Nick Martin來自Underminded、吉他手兼歌手的Matt Good來自From First to Last與貝斯手Adam Russell來自Story of the Year。

### 同名專輯與EP《Live From Hot Topic》(2010–至今)
在2010年的十一月11日，D.R.U.G.S.釋出了他們的出道歌曲《If You Think This Song Is About You, It Probably Is》接著十二月6日，又釋出了另一首歌曲《Mr. Owl Ate My Metal Worm》隔年一月18日，另一首歌曲《Sex Life》也發布了，同時成為首張專輯的第一首單曲。
一月底，第四首歌《My Swagger Has a First Name》則釋出給那些預購專輯的人。 樂團的同名專輯將透過Decaydance/Sire於二月18日發行。
樂團在三月4至10日，於英國行了一個七天的巡迴，也參加了美國搖滾雜誌《Alternative Press》所舉辦的AP巡迴，和樂團Black Veil Brides、 VersaEmerge、Conditions與I See Stars於四月接力演出。
D.R.U.G.S.也立刻在2011年的Warped巡迴主舞台上表演，然而其中七月的17、19、21日，主唱Craig Owens表示因為早先就安排要出席一場電影，所以不會到場。為了彌補歌迷，樂團將贈送一些周邊商品與舉行一場見面會，他建議歌迷留下票根以參加這場活動。
七月12日，D.R.U.G.S.發表一張現場EP《Live From Hot Topic》，收錄了五首現場歌曲《The Only Thing You Talk About》、《My Swagger has a First Name》、《Mr. Owl Ate My Metal Worm》、《Graveyard Dancing》、《If You Think This Song is About You, It Probably Is》
八月21日時Craig在樂團張貼一則訊息：
「Matt和我正在工作室為你們創作新曲中！我可以確定我們寫的歌將是DRUGS至今最棒的…期待吧！」
Craig Owens繼續透過Twitter發布新歌創作的狀態。
接著樂團正在澳洲為《Counter Revolution巡迴》演出並準備《World War III巡迴》在十一月與樂團Asking Alexandria和Hollywood Undead巡迴。
為了慶祝樂團成立一周年，十一月28日發布了一首未公開歌曲《Rehab in Rifle Rounds》。之後，D.R.U.G.S.離開華納兄弟與Decaydance唱片，但仍依照計畫繼續《S.I.N.巡迴》，2012年一月中，於巡迴表演的歌曲《Scream If You're Crazy》被提前洩漏。
一月18日，樂團發布了聲明：
「帶著苦樂參半的情緒，我們今天要宣布個消息。我們的貝斯手，Adam Russell，做了個人的決定，他將離去Destroy Rebuild Until God Shows，追求其他人生的可能性。
看著他最終為自己做出了最好的抉擇，當然，同時我們也很難過他的離去。一定要知道，我們與Adam還是很親近的朋友與支持，中間沒有什麼不愉快的。
最後我們可以確定，巡迴的日期不會受影響，我們的好友， Tai Wright（Never Wrong, Always）將在SIN巡迴中，代替他貝斯手的位置，從禮拜二開始的，地點在芝加哥。到我們的粉絲專頁看巡演日期和售票資訊：Facebook.com/DRUGS

很愛你們的D.R.U.G.S.」

## 樂團成員
現今成員
- Matt Good – 吉他手、鍵盤手、混音師、程式處理、合聲(2010-)
- Nick Martin – 節奏吉他手、合聲(2010-)
- Craig Owens – 主唱(2010-)
- Tai Wright – 貝斯手、合聲(2012-)
- Aaron Stern – 鼓手(2010-)

離團成員
- Adam Russell – 貝斯手、合聲(2010-2012)

## 音樂作品
正規專輯
| 年分 | 專輯       | 發行            | 排行榜    | 排行榜        | 排行榜          |
| 年分 | 專輯       | 發行            | 告示牌200 | 英國 硬搖滾榜 | 英國 數位專輯榜 |
| ---- | ---------- | --------------- | --------- | ------------- | --------------- |
| 2011 | D.R.U.G.S. | Sire/Decaydance | 29        | 1             | 14              |

EP
- Live From Hot Topic (2011)[10]

## 資料參考
1. ↑  Florino, Rick. . Artistdirect. 2011-01-03  [2011-01-19]. （原始内容存档于2012-10-03）.
2. ↑  .   [2011-10-24]. （原始内容存档于2019-09-24）.
3. ↑  .   [2011-10-24]. （原始内容存档于2014-02-20）.
4. ↑  Destroy Rebuild Until God Shows – If You Think This Song Is About You, It Probably Is （页面存档备份，存于） YouTube
5. ↑  .   [2011-10-24]. （原始内容存档于2012-07-19）.
6. ↑  Gorman, Bobby. . ThePunkSite.com. 2011-01-19  [2011-01-21]. （原始内容存档于2012-09-03）.
7. ↑  . CommonRevolt.com/. 2011-01-31  [2011-02-04]. （原始内容存档于2012-03-19）.
8. ↑  . theaptour.ning.com/. 2010-12-11  [2011-01-31]. （原始内容存档于2011-01-14）.
9. ↑  . vanswarpedtour.com/. 2010-12-11  [2011-01-31]. （原始内容存档于2011-07-03）.
10. 1 2  .   [2011-10-24]. （原始内容存档于2011-10-15）.
11. ↑  http://thisisdrugs.com/post/13457207427#notes%5B%5D,
12. ↑  .   [2012-01-22]. （原始内容存档于2012-01-22）.
13. ↑  .   [2011-10-24]. （原始内容存档于2012-11-10）.
14. ↑  Adele's '21' Sells Over 350k to Top Billboard 200 Archive.today的存檔，存档日期2012-09-20. Billboard.com, March 2, 2011.

## 站外連結
- Official website